# Futunische Sprache
Futunisch (Eigenbezeichnung: Fakafutuna) ist eine polynesische Sprache, die auf den Inseln Futuna und Alofi gesprochen wird. Außerdem wird die Sprache von Einwanderern auf Neukaledonien gesprochen. Die verwandte wallisianische Sprache wird auf Uvéa gesprochen, das Wallisianisch zeigt aber größeren Einfluss von der tonganischen Sprache, Futuna eher vom Samoanischen.
Laut Ethnologue wird Fakafutuna auf Futuna von 3.600 Menschen gesprochen und von weiteren 3.000 Arbeitsmigranten auf Neukaledonien.